# 本田Stream
本田Stream，又名本田时韵，是日本本田技研工業旗下的一款多功能休旅車，於2000年-2015年发行的七人座轿车，分別在日本、韩国、台灣、泰國、香港和澳門、中国大陆地區（仅第一代）販售。其競爭對手為豐田Wish。

## 歷史

### 第一代
2000年10月27日本田正式推出第一代Stream，於日本發售。第一代是在原來本田思域的底盤基礎上拉長軸距，成為七人座位版本。但相對於運動型多功能車，它又較為矮小。
第一代的本田Stream推出時，是搭載了1.7升的本田D17引擎，以及2.0升的本田K20引擎。                                                                                                                                                                                                                                          

### 第二代(RN6-RN9)

#### 發佈
第二代本田Stream於2006年發佈，分別有1.8、1.8RSZ、1.8X、2.0、2.0RSZ、2.0G以及一個加入本田IHCC (Intelligent Highway Cruise Control)的車款。

#### 規格
| 編號 | 引擎  | 排放量 | 馬力  | 扭力    | 變速箱 | 傳動 | 軸距   |
| ---- | ----- | ------ | ----- | ------- | ------ | ---- | ------ |
| RN6  | R18A  | 1799cc | 140PS | 17.7kgm | 5AT    | FF   | 2740mm |
| RN7  | R18A  | 1799cc | 140PS | 17.7kgm | 5AT    | 4WD  | 2740mm |
| RN8  | R20A1 | 1997cc | 150PS | 19.4kgm | CVT    | FF   | 2740mm |
| RN9  | R20A1 | 1997cc | 150PS | 19.4kgm | 5AT    | 4WD  | 2740mm |

| 型號        | 編號     | 座位 |  |
| ----------- | -------- | ---- |  |
| 1.8RSZ(FF)  | RN6      | 7    |  |
| 1.8RSZ(4WD) | RN7      | 7    |  |
| 1.8X        | RN7      | 7    |  |
| 1.8ZS       | RN6, RN7 | 7    |  |
| 1.8TS       | RN6, RN7 | 5    |  |
| 1.8RST      | RN6, RN7 | 5    |  |
|             |          |      |  |

#### 2009年小改款
Honda Stream在2009年有小改款，換上了新的前保險桿，LED尾燈以及新增RST車型（5座）。

#### RSZ與RST
RSZ車型是以普通版的1.8與2.0的基礎上增加了一套RSZ包圍與17吋RSZ輪圏。RST則是在2009年小改款的基礎上改成5座，令行李箱空間大增。

#### 停產
Honda Stream已於2014年5月停產。繼承的車款是Honda Jade。

## 外部連結
- 本田日本官方網站 （页面存档备份，存于）
- 本田香港官方網站